# Medvědín
Der Medvědín (Schüsselberg) ist ein Berg auf der tschechischen Seite im zentralen Teil des Riesengebirges. 

## Lage
Der Medvědín gehört zum Böhmischen Kamm des Riesengebirges und liegt über dem Zusammenfluss der Elbe mit der Bílé Labe (Weißwasser) nordwestlich oberhalb von Spindlermühle (tschech. Špindlerův Mlýn, poln. Szpindlerowy Młyn) und etwa 2,5 km nordwestlich des Schlesischen Kamms des Riesengebirges, der Grenze zu Polen.
Nord- und Osthang fallen steil in das Elbtal ab. Im Süden verläuft der Žalský hřbet (Heidelbergkamm), der über den Sattel oberhalb von Horní Mísečky (Schüsselbauden) mit dem Medvědín verbunden ist. Im Westen ist der Medvědín mit der Goldhöhe (tschech. Zlaté návrší) über einen flachen Sattel verbunden. 

### Nahegelegene Gipfel
| Sokolnik   | Große Sturmhaube | Festungshübel |
| Kotel      | Kompass          | Železný vrch  |
| Mechovinec |                  | Hromovka      |

## Naturschutz
Der bewaldete Berg ist Teil des tschechischen Nationalparks Riesengebirge (Krkonošský národní park) und bietet Lebensraum für Tannenhäher, Raufußkauz und verschiedene Spechtarten.

## Tourismus
Von Spindlermühle aus führt seit 1975 ein Sessellift auf den Gipfel, von dem sich eindrucksvolle Aussichten in das Elbtal, auf den Veilchenstein und die Schneegrubenbaude bieten. 
Während der Sommersaison kann er mit seiner Bergstation als Ausgangspunkt für viele Wanderungen gewählt werden; so zum Beispiel über die Elbbaude (Labská bouda) zur Elbquelle und über die Bärenbaude zurück nach Spindlermühle.
Im Winter beginnen hier gut ausgebaute Pisten aller Schwierigkeitsgrade. Zusammen mit den Abfahrten nach Horni Mísečky bilden sie das bekannteste Skigebiet in Tschechien.
Auf dem Gipfel steht auch eine Sendeanlage, die eine ausreichende Radio- und TV-Programmauswahl in den Ortschaften der Umgebung sicherstellt.

## Bilder aus der Umgebung

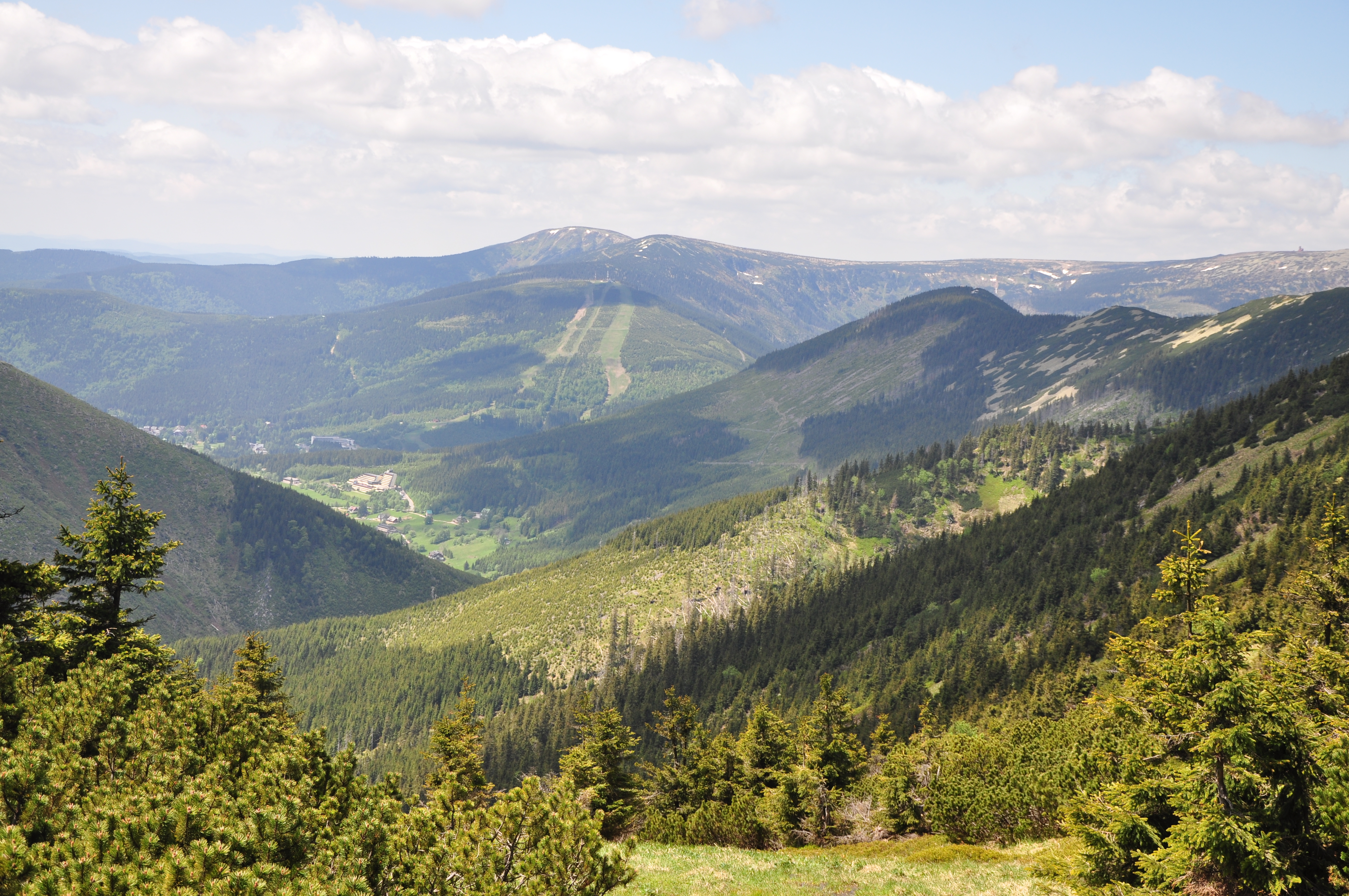
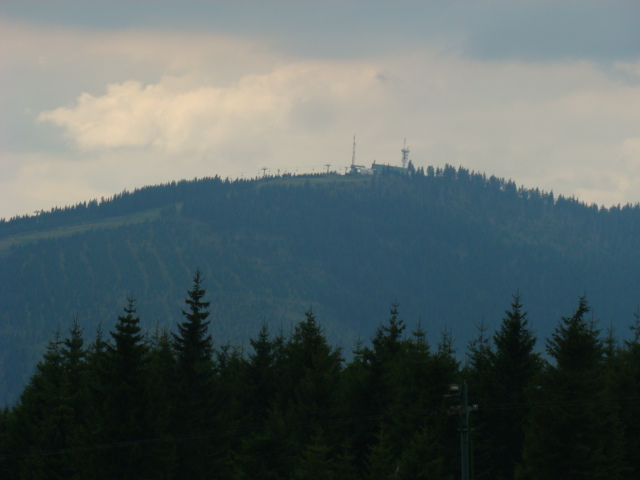
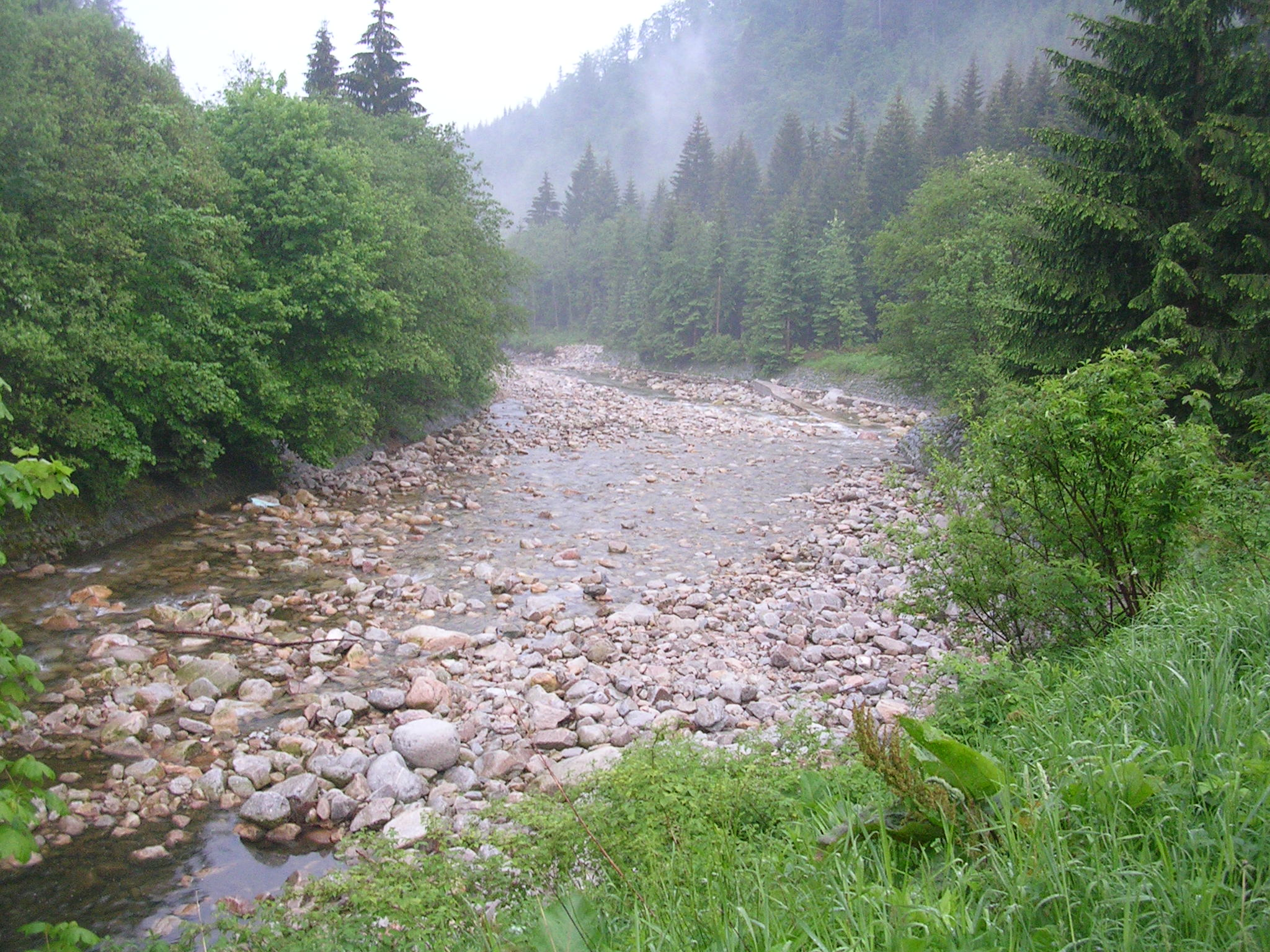